# Резня в Липно

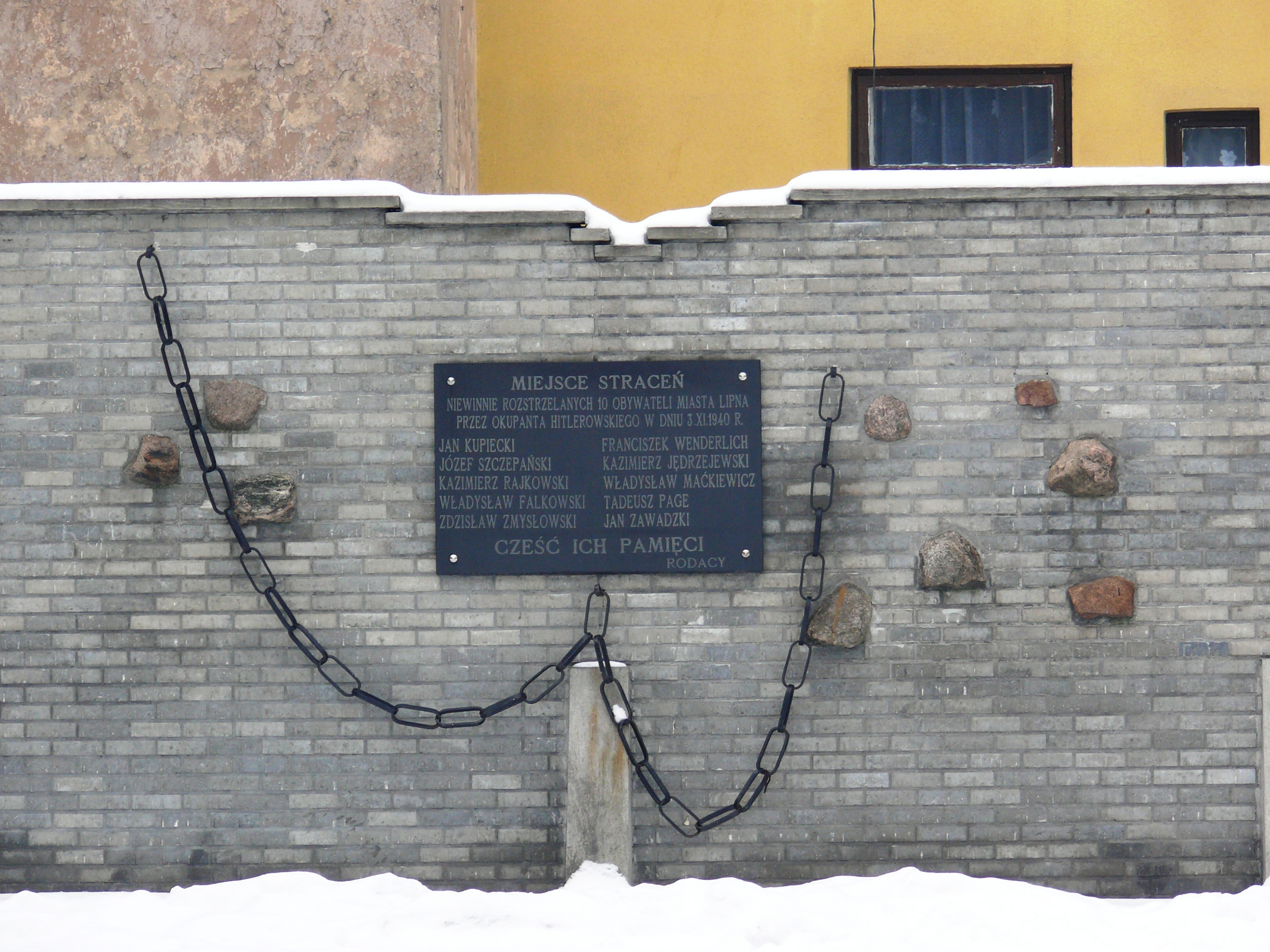
Памятная доска на месте казней в Липно

Резня в Липно — серия военных преступлений в польском городе Липно во время Второй Мировой войны. В карательных операциях принимали участие СС, Гестапо, ОУН (мельниковцы), польские коллаборационисты.

## История
Мирную жизнь в Липно прервала Вторая мировая война, 2 сентября 1939 года началась немецкая бомбардировка, в результате которой пострадало мирное население. Уже на восьмой день войны город, как и весь район Липновского повета, попал под немецкую оккупацию. Оккупацию поддержали местные немцы, а также члены недавно организованного городского отделения НСДАП при поддержке Гестапо, Крипо (криминальной полиции), полиции безопасности и жандармерии.
Первая массовая казнь произошла 24 сентября 1939, когда были казнены одиннадцать крестьян из деревень близ Липно. 17 октября 72 учителя из Липнинского повета были арестованы, когда их вызвали в город под предлогом согласования с властями новых правил функционирования школьной системы. Педагоги были сначала отправлены в тюрьму во Влоцлавеке, а затем в концентрационные лагеря: 63 учителя так и не вернулись домой. Пять дней спустя двадцать католических священников были арестованы и отправлены сначала в Торунь, а затем в лагерь в Штуттгофе: тринадцать из них погибли. Очередные массовые аресты произошли 10 апреля 1940 года. 3 ноября было днём публичной казни, когда десять поляков были казнены на рыночной площади в Липно в отместку за якобы ранение солдата СС.
Плановое истребление местных евреев также началось с первых дней оккупации. 14 сентября 1939 молельный дом закрыли, а синагогу вскоре сожгли. Немцы также сожгли дома, в которых проживали поляки еврейского происхождения, еврейское кладбище также было разрушено, а снятые с него надгробия использовались в качестве материала для мостовых. Местом казни евреев был лес недалеко от Карнкува. Поздней осенью 1939 года местных евреев отправили в гетто в Варшаве, Плоньске и Млаве.
Акции выселения со стороны оккупантов длились с разной интенсивностью, с осени 1939 года до конца оккупации, в результате чего 3300 человек были вынуждены покинуть территорию Липенского повета. Против этой и других форм террора со стороны немцев выступали и сопротивлялись члены различных подпольных отрядов. В Липенском районе действовали отряды местного подполья, такие как «Легион Белого орла» и «Молодой лес», а также общенациональные вооруженные отряды партизан, которые затем превратились в Армию Крайова.
4 августа 1944 года массовое убийство в Липно совершили украинские националисты ОУН(м), они убили 16 жителей деревни в возрасте от 1 до 86 лет и разрушили некоторые здания, когда во время боя с польскими партизанами вынужденно отступили к Липно. На краю замкового парка у дороги установлен памятник с именами 16 погибших.
С начала января 1945 года среди немцев росли волнения по поводу приближающегося фронта. Немецкие семьи и административные структуры начали покидать город. Окончательно Липно был освобождён от немецкой оккупации 22 января 1945 года, когда на его территорию вошли части Красной армии.

## Примечание
1. ↑  Historia - Urząd Miejski w Lipnie. umlipno.pl. Дата обращения: 27 апреля 2021. Архивировано 27 апреля 2021 года.
2. 1 2  Lipno 1944 rok (пол.). niedziela.pl. Дата обращения: 24 мая 2023. Архивировано 24 мая 2023 года.
3. 1 2  To był bestialski mord. W Lipnie pamiętają o niewinnie zamordowanych (пол.) (4 августа 2019). Дата обращения: 24 мая 2023. Архивировано 24 мая 2023 года.